# حوضه پاریس

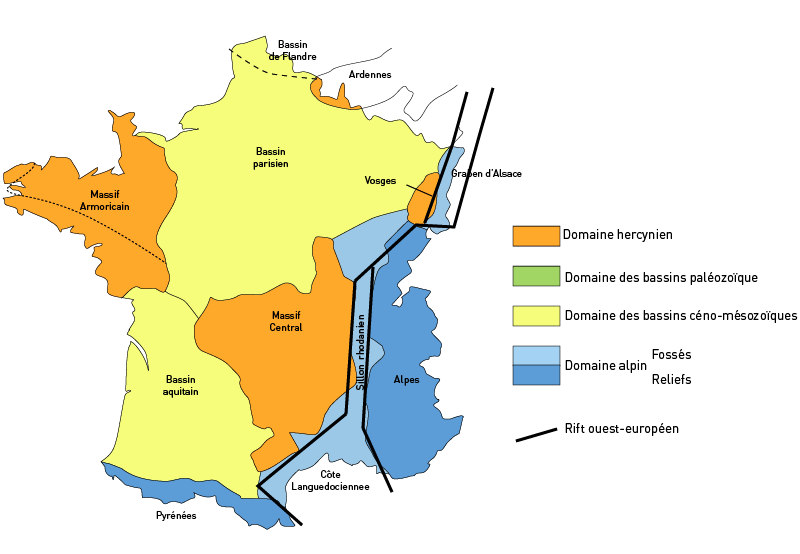
حوضه پاریس

حوضه پاریس (Bassin parisien) یکی از مهمترین مناطق جغرافیایی در فرانسه است که از دوران تریاس بر روی صفحه‌ای ایجاد شده‌است که در اثر کوه‌زایی واریسکی شکل گرفت. این حوضه رسوبی فرورفتگی‌ای عظیم در کراتون است که از غرب با ماسیف آرموریکان، از شمال با آردن-برابان، از شرق با ماسیف ووژ، و از جنوب با ماسیف سانترال محدود شده‌است.